# Anatoliy Trubin
Anatoliy Volodymyrovych Trubin (ucraniano: Анатолій Володимирович Трубін; nascido em 1 de agosto de 2001 ) é um jogador profissional de futebol ucraniano que joga como um guarda-redes no Benfica e na Seleção Ucraniana de Futebol.

## Carreira

### Shakhtar Donetsk
Trubin começou a jogar futebol no Azovstal-2 Mariupol em 2014 entrou na academia do Shakhtar Donetsk. Fez a sua estreia profissional numa vitória por 4-0 contra o FK Mariupol em 26 de maio de 2019. Em 21 de outubro de 2020, estreou-se na Liga dos Campeões numa vitória num jogo fora de casa por 3-2 contra Real Madrid.

### Benfica
A 10 de agosto de 2023, ingressou no Benfica assinando um contrato válido até 2028, numa transferência no valor de € 10 milhões, mais € 1 milhão, dependendo dos objetivos, com tendo o Shakhtar Donetsk direito a 40% do lucro de uma venda futura.

### Seleção Ucraniana
Trubin estreou na Seleção Ucraniana de Futebol a 31 de março de 2021 num jogo de qualificação para o mundial contra Cazaquistão.

## Estatísticas

### Clube
| Clube             | Temporada         | Liga Nacional     | Liga Nacional | Liga Nacional | Taça Nacional | Taça Nacional | Continental | Continental | Outras | Outras | Total | Total |
| Clube             | Temporada         | Divisão           | Jogos         | Golos         | Jogos         | Golos         | Jogos       | Golos       | Jogos  | Golos  | Jogos | Golos |
| ----------------- | ----------------- | ----------------- | ------------- | ------------- | ------------- | ------------- | ----------- | ----------- | ------ | ------ | ----- | ----- |
| Shakhtar Donetsk  | 2018–19           | Liga Ucraniana    | 1             | 0             | 0             | 0             | 0           | 0           | 0      | 0      | 1     | 0     |
| Shakhtar Donetsk  | 2019–20           | Liga Ucraniana    | 7             | 0             | 0             | 0             | 0           | 0           | 0      | 0      | 7     | 0     |
| Shakhtar Donetsk  | 2020–21           | Liga Ucraniana    | 21            | 0             | 0             | 0             | 9           | 0           | 0      | 0      | 30    | 0     |
| Shakhtar Donetsk  | 2021–22           | Liga Ucraniana    | 12            | 0             | 0             | 0             | 6           | 0           | 0      | 0      | 18    | 0     |
| Shakhtar Donetsk  | 2022–23           | Liga Ucraniana    | 28            | 0             | 0             | 0             | 10          | 0           | 0      | 0      | 38    | 0     |
| Benfica           | 2023–24           | Liga Portugal     | 0             | 0             | 0             | 0             | 0           | 0           | 0      | 0      | 0     | 0     |
| Total na carreira | Total na carreira | Total na carreira | 69            | 0             | 0             | 0             | 25          | 0           | 0      | 0      | 94    | 0     |

### Seleção
| Seleção | Ano   | Jogos | Golos |
| ------- | ----- | ----- | ----- |
| Ucrânia | 2021  | 2     | 0     |
| Ucrânia | 2022  | 1     | 0     |
| Ucrânia | 2023  | 4     | 0     |
| Total   | Total | 7     | 0     |

## Palmarés
Shakhtar Donetsk
- Liga Ucraniana: 2018–19, 2019–20 e 2022–23
- Taça da Ucrânia: 2018–19

Benfica
- Taça da Liga: 2024–25
- Supertaça Cândido de Oliveira: 2025

Individual
- Guarda-Redes do ano da Liga Ucraniana: 2021–22, 2022–23